# Чаньяраль
Чаньяраль (исп. Chañaral) — город и морской порт в Чили. Административный центр одноименной коммуны и провинции Чаньяраль. Население города — 12 086 человек (2002). Город и коммуна входит в состав провинции Чаньяраль и области Атакама.
Территория — 5 772,0 км². Численность населения — 12 219 жителя (2017). Плотность населения — 2,12 чел./км².

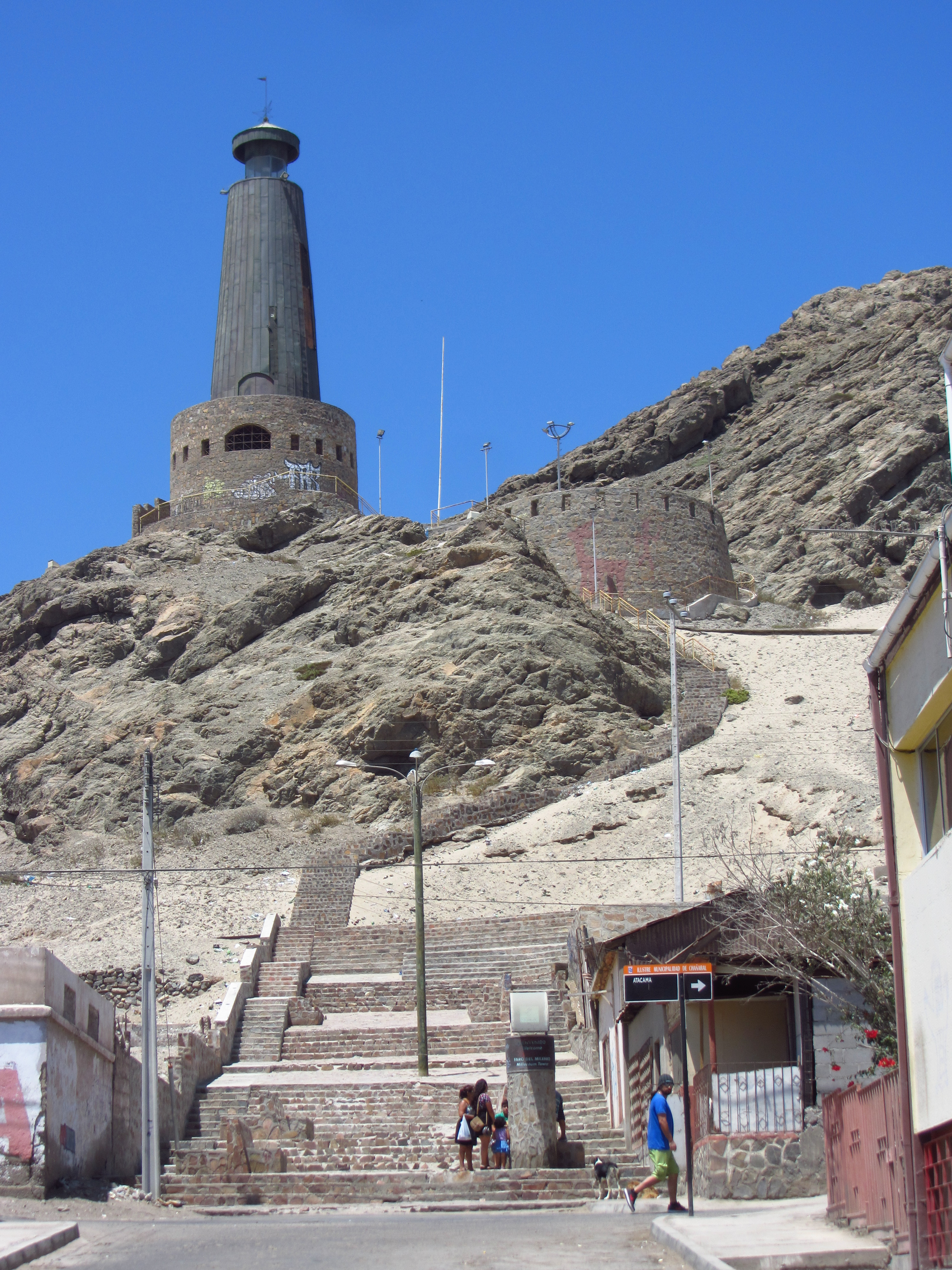
Маяк близ Чаньяраль

## История
Город основан в 1833 году.

## Расположение
Город расположен на берегу Тихого океана, в устье реки Эль-Саладо, в 117 км (167 км по шоссе) на северо-восток от административного центра области — города Копьяпо.
Коммуна граничит:
- на севере — коммуна Тальталь
- на востоке — коммуна Диего-де-Альмагро
- на юге — коммуны Копьяпо, Кальдера
- на западе — Тихий океан

## Достопримечательности
Севернее города расположен крупный заповедник — Национальный Парк Пан-де-Асукар.

## Транспорт
- Морской порт Баркито
- Аэропорт Чаньяраль (Код ICAO  — SCRA)
- Автомобильная трасса С-5 Арика — Ла-Серена (Панамериканское шоссе)

Расстояние по автомобильной дороге до населённых пунктов:
- Копьяпо — 165 км
- Кальдера — 90 км
- Диего-де-Альмагро — 67 км
- Тальталь — 117 км

## Демография
Согласно сведениям, собранным в ходе переписи 2017 г  Национальным институтом статистики (INE),  население коммуны составляет:
| Полное население                          | Полное население                          | Полное население                          | Полное население                          | Полное население                          | 12 219 |
| ----------------------------------------- | ----------------------------------------- | ----------------------------------------- | ----------------------------------------- | ----------------------------------------- | ------ |
| в том числе:                              | Городское население                       | 11 083                                    | Процент городского населения, %           | 90,70                                     |        |
|                                           | Сельское население                        | 1 136                                     | Процент сельского населения, %            | 9,30                                      |        |
|                                           | Мужское население                         | 6 270                                     | Процент мужского населения, %             | 51,31                                     |        |
|                                           | Женское население                         | 5 949                                     | Процент женского населения, %             | 48,69                                     |        |
| Плотность населения, чел/км²              | Плотность населения, чел/км²              | Плотность населения, чел/км²              | Плотность населения, чел/км²              | Плотность населения, чел/км²              | 2,12   |
| Население коммуны в % к населению области | Население коммуны в % к населению области | Население коммуны в % к населению области | Население коммуны в % к населению области | Население коммуны в % к населению области | 4,27   |

| Динамика изменения населения коммуны | Динамика изменения населения коммуны | Динамика изменения населения коммуны | Динамика изменения населения коммуны |
| ------------------------------------ | ------------------------------------ | ------------------------------------ | ------------------------------------ |
| 1992                                 | 2002                                 | 2012                                 | 2017                                 |
| 13936                                | 13543▼                               | 14146▲                               | 12219▼                               |

## Важнейшие населенные пункты[4]
| № | Населённый пункт | Населённый пункт (исп.) | Категория | Население чел. (2002) | На карте                        |
| - | ---------------- | ----------------------- | --------- | --------------------- | ------------------------------- |
| 1 | Чаньяраль        | Chañaral                | город     | 12086                 | 26°20′45″ ю. ш. 70°36′59″ з. д. |
| 2 | Эль-Саладо       | El Salado               | город     | 1029                  | 26°25′20″ ю. ш. 70°19′09″ з. д. |